# Dorayaki

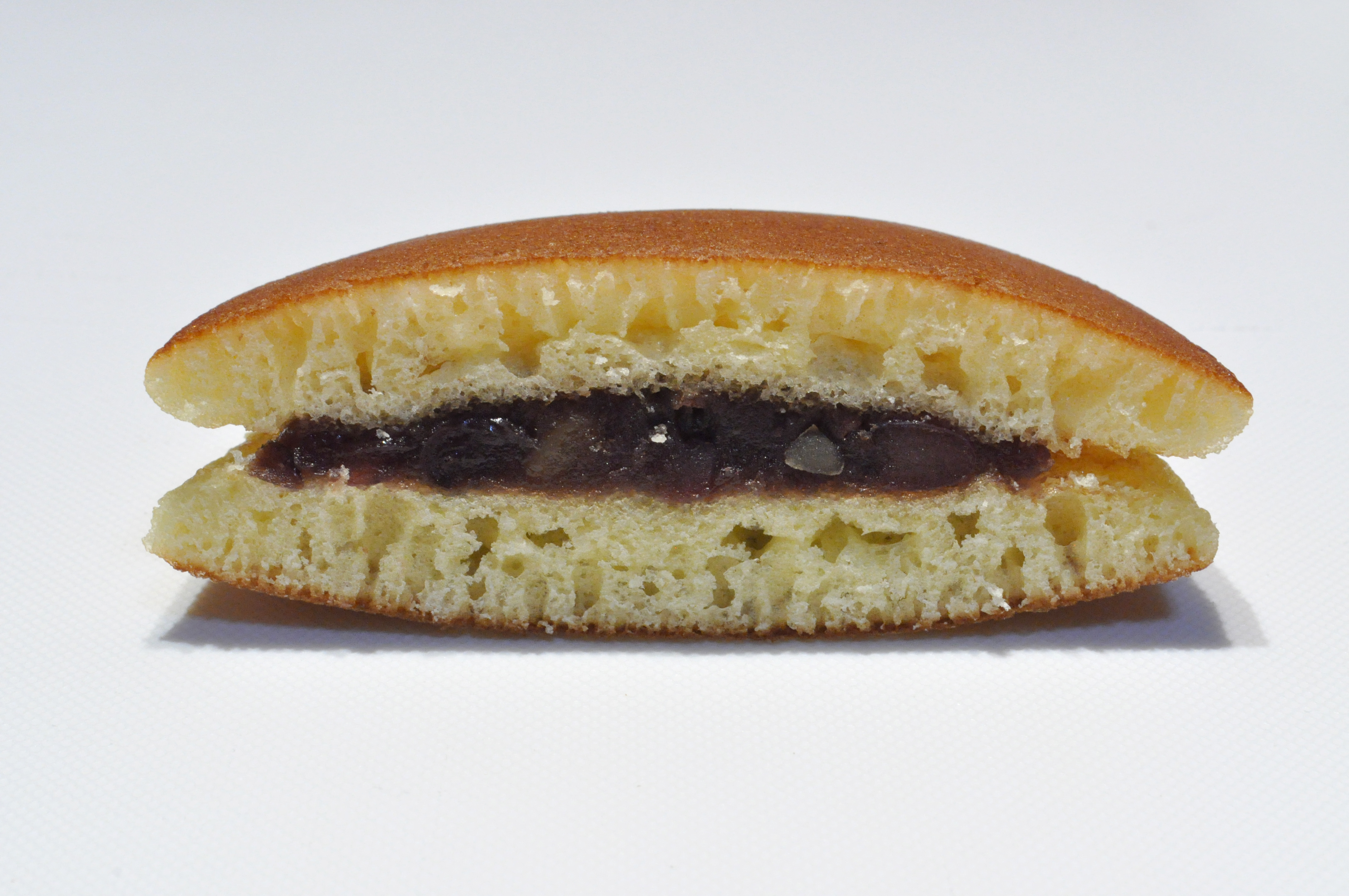
Sezione di un Dorayaki

Il dorayaki (どら焼き?) è un tipo di dolce giapponese composto da due pancake, formati a partire dalla kasutera (un impasto simile al pan di Spagna), e riempito al centro con l'anko, una salsa dolce al fagiolo azuki

## Storia
In origine il dorayaki aveva un solo strato; la forma attuale a due strati fu inventata nel 1914 da Ueno Usagiya. Attualmente, l'omonimo negozio (Usagiya, うさぎや), viene considerato il migliore in tutto il Giappone, e lo si può visitare all'indirizzo 1-10-10 Ueno (una sezione di Tokyo), Taito-Ku.
In giapponese dora significa "gong", e probabilmente la forma simile a quella dello strumento musicale ha dato origine al nome del dolce. La leggenda narra che un samurai di nome Benkei dimenticò il suo gong a casa di un contadino presso il quale si nascondeva, e che questi lo usò per preparare il primo dorayaki, da cui, appunto, deriva il nome.
Sebbene la ricetta originale del ripieno preveda l'anko, ne esistono numerose varianti, ad esempio alla crema di castagne o al cioccolato.
Nella regione del Kansai, il dolce è noto anche come mikasa (三笠). In precedenza la parola significava triplo cappello di paglia, ma anche un nome alternativo del Monte Wakakusa situata a Nara. A Nara sono popolari le versioni di mikasa con 30 cm di diametro.

## Riferimenti nella cultura di massa
I dorayaki sono noti per essere il cibo preferito del gatto-robot Doraemon, protagonista dell'omonima serie di manga ed anime. Diversamente da quanto potrebbe sembrare, il nome "Doraemon" non deriva da dorayaki bensì da noraneko ("gatto randagio" in giapponese).
Li si vedono preparare nel film Le ricette della signora Toku di Naomi Kawase.